# Henrique Manuel Ferreira Botelho
Henrique Manuel Ferreira Botelho (Vila Pouca de Aguiar, 1844 - 1909) foi um médico, arqueólogo e político português.

## Vida
Henrique Manuel Ferreira Botelho nasceu em 1844 em Vila Pouca de Aguiar. Se formou em medicina pela Universidade de Coimbra. Em sua terra natal, atuou como médico, arqueólogo e militante do Partido Regenerador. Depois se mudou para Vila Real, onde continuou atuando nas mesmas áreas. Mais de uma vez serviu como presidente da Junta Geral do Distrito e governador civil. De 1896 até a sua morte foi professor de português e latim no Liceu de Vila Real e diretor e professor da Escola de Habilitação ao Magistério Primário. Esteve ainda ligado a várias comissões culturais e foi fomentador de bibliotecas. Na década de 1990, foi cirurgião e diretor do Hospital da Divina Providência e um dos primeiros a reconhecer as qualidades terapêuticas das águas das Pedras Salgadas.
Na arqueologia, dedicou-se sobretudo à pré-história, com vários dos seus achados arqueológicos estando hoje espalhados por vários museus de Portugal. Escreveu artigos no O Arqueólogo Português e guiou visitas arqueológicas. Em 1905, esteve na comissão criada por iniciativa da Câmara Municipal de Vila Real para analisar a situação do santuário rupestre de Panoios. Reuniu grande espólio numismático e de outros objetos que expôs em sua residência em Vila Real. Em 1906, sua casa foi acometida por um incêndio que destruiu parte do seu acervo bibliográfico e sua coleção numismática. Morreu em 1909.